# Cratere Römer
Römer è un cratere lunare di 43,7 km situato nella parte nord-orientale della faccia visibile della Luna.